# Paul Stang
Paul Olaf Pederson Stang (10. ledna 1888 – 14. prosince 1923) ze Stongfjordu byl norský fotograf samouk, který navzdory svému nízkému dožitému věku, zanechal po sobě rozsáhlou kolekci snímků dokumentujících vývoj průmyslové komunity kolem první hliníkové továrny v severském regionu ve Stongfjordu.

## Životopis
S výjimkou let 1910 až 1914 sám v hliníkové továrně pracoval od jejího vzniku v roce 1908 až do roku 1923, kdy zemřel.
V roce 1999 vyšla fotografická kniha Stongfjord-albumet: Nordens første aluminiumsverk: bilete frå eit gamalt industrisamfunn. Fotografie v knize se skládaly hlavně z fotografií pořízených Paulem Stangem.

## Galerie

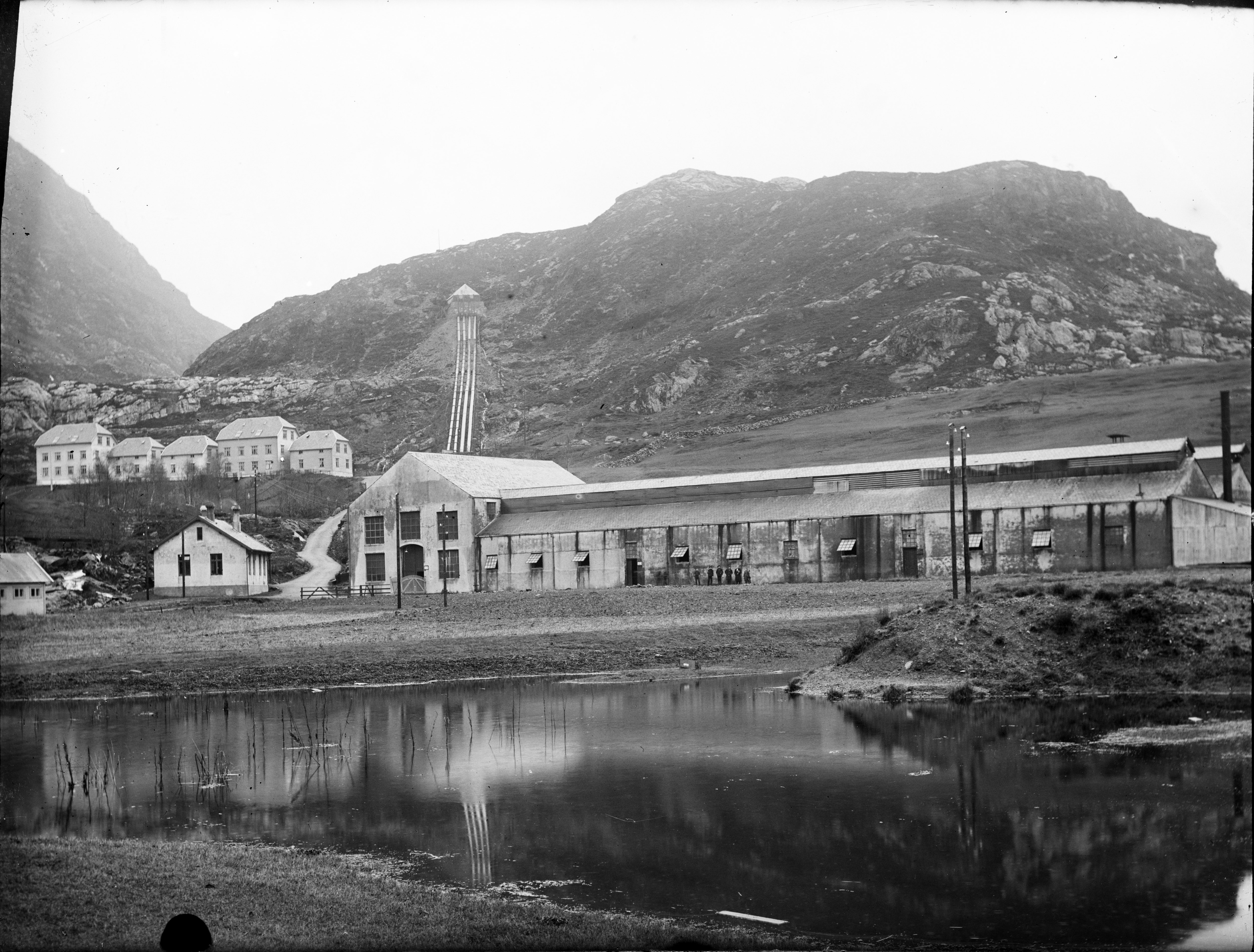
Elektrochemická továrna Stangfjorden Elektrokemiske Fabriker, asi 1910
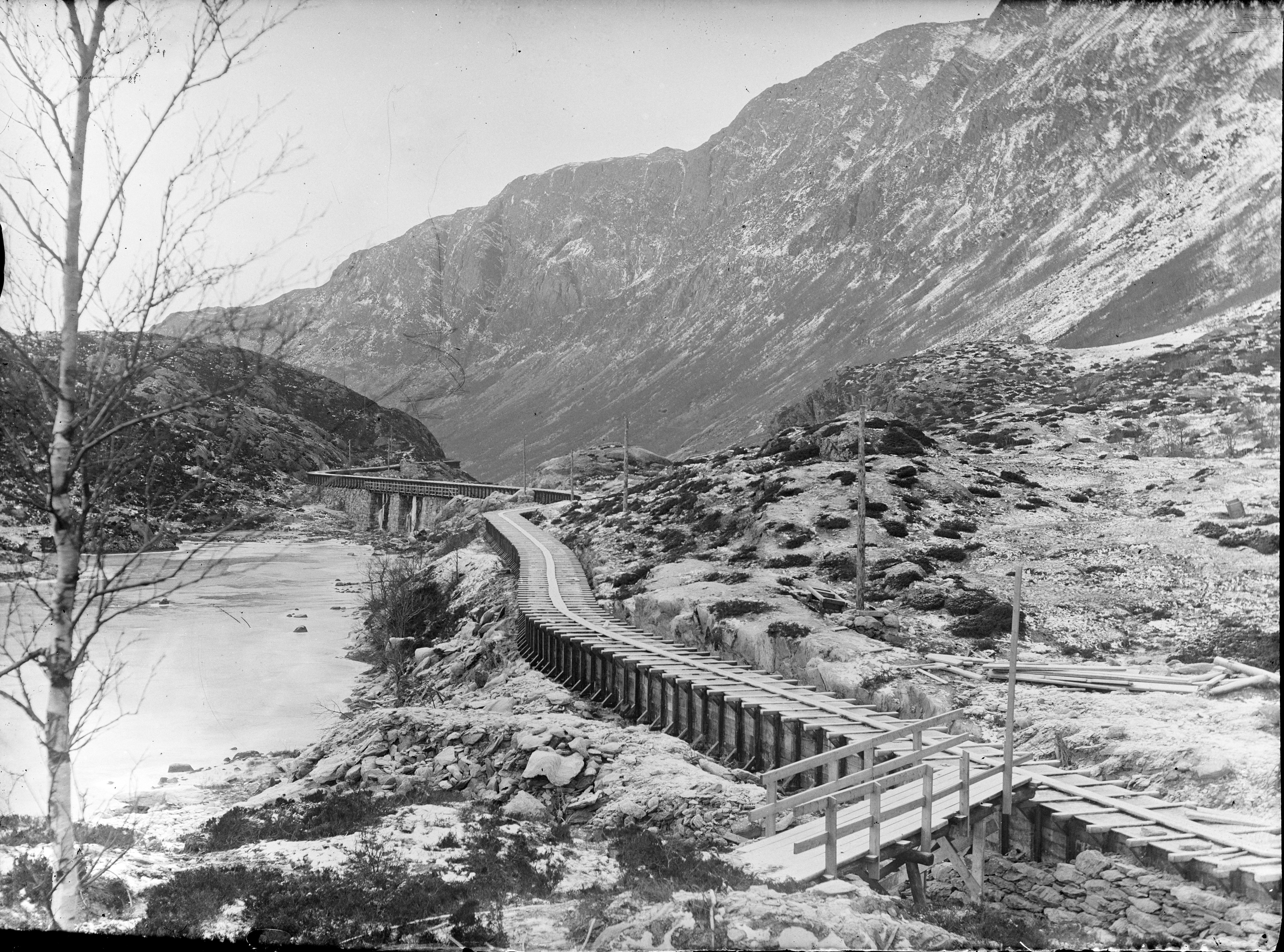
Plankerenne u jezera Liljevatnet
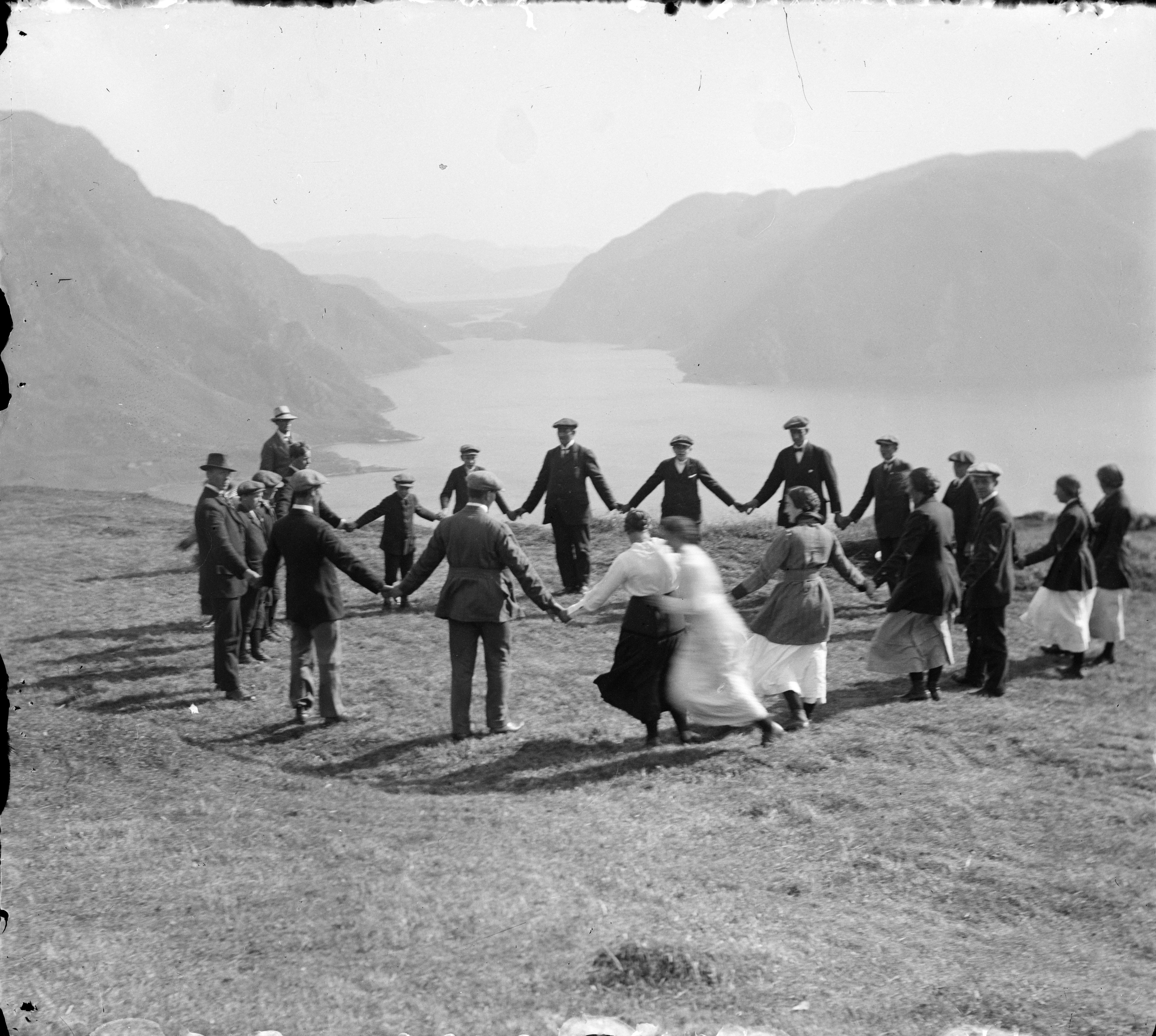
Tradiční tanec „Slå på ring“, pohoří Folkefjellet
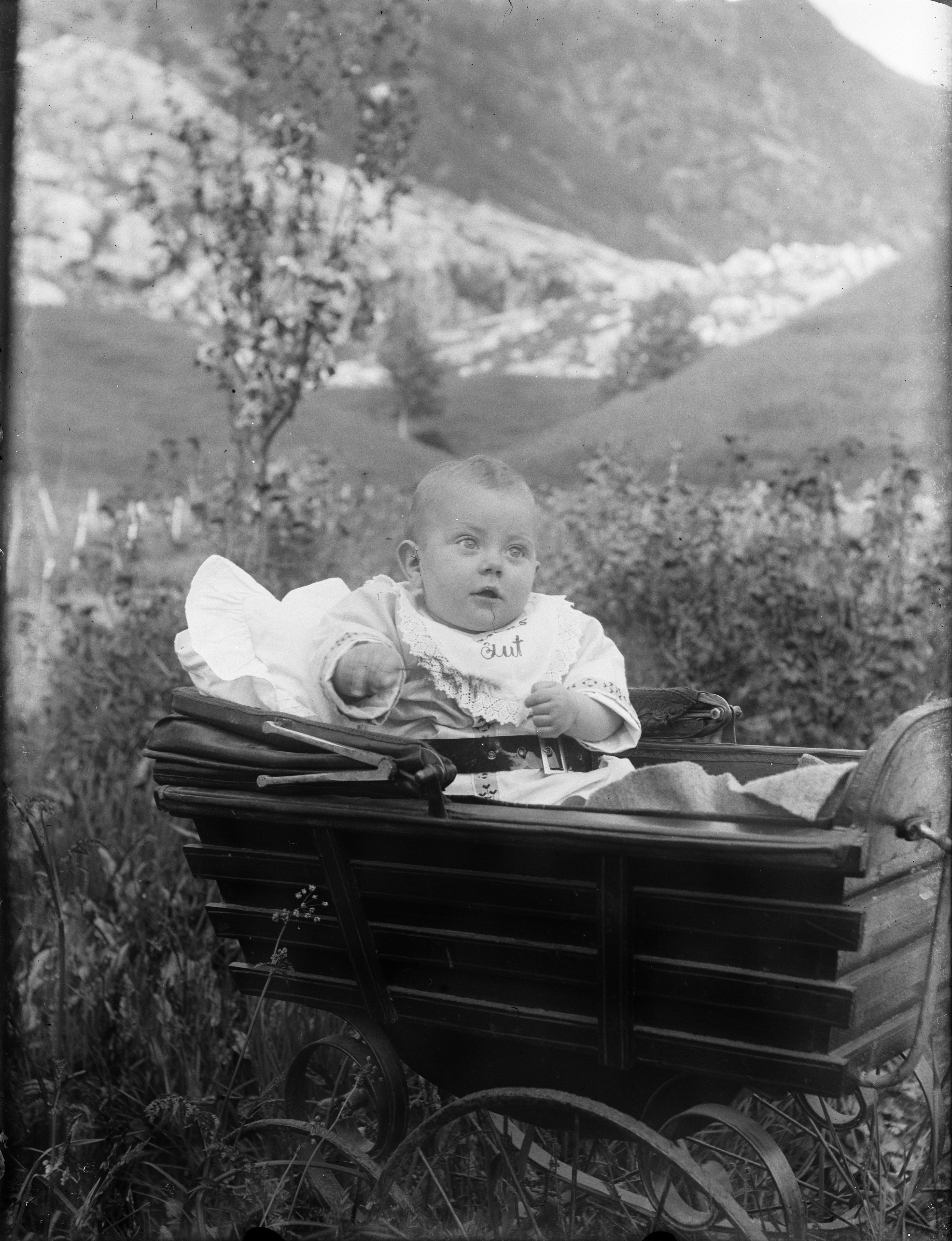
Chlapec v kočárku, 1910
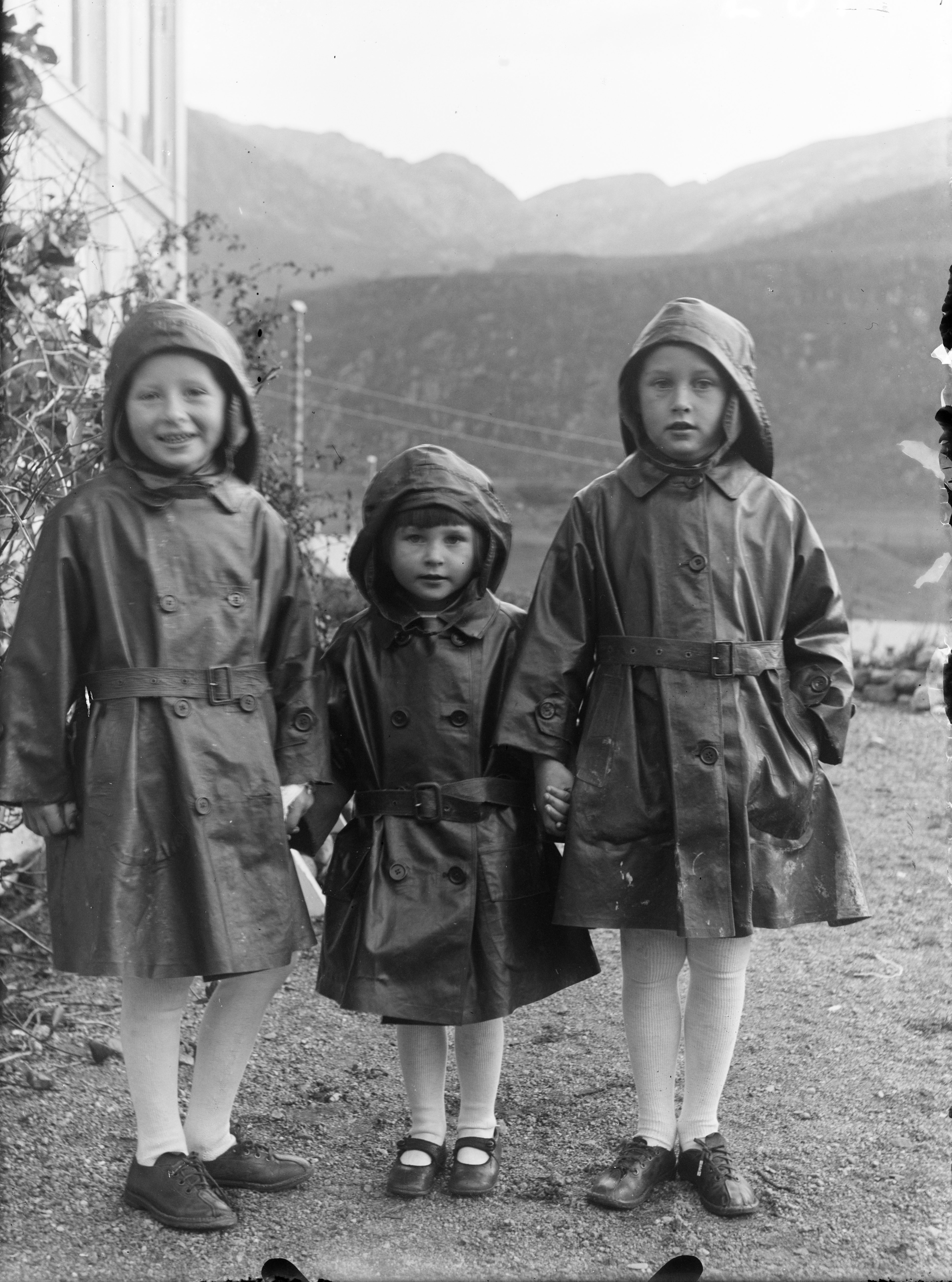
Děti v pláštěnkách, asi 1920
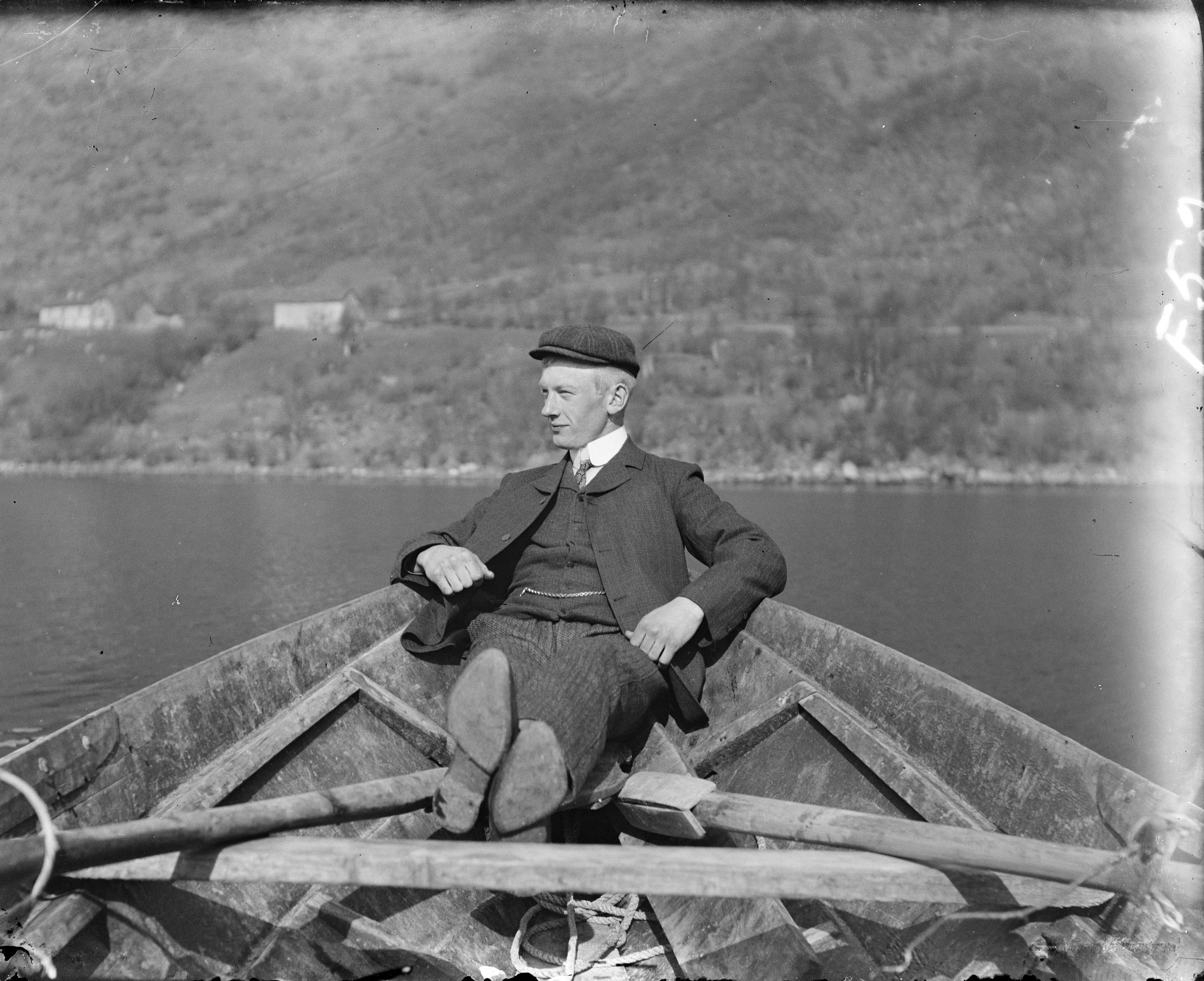
Muž na lodi, 1910, Krajský norský archiv Fylkesarkivet i Vestland
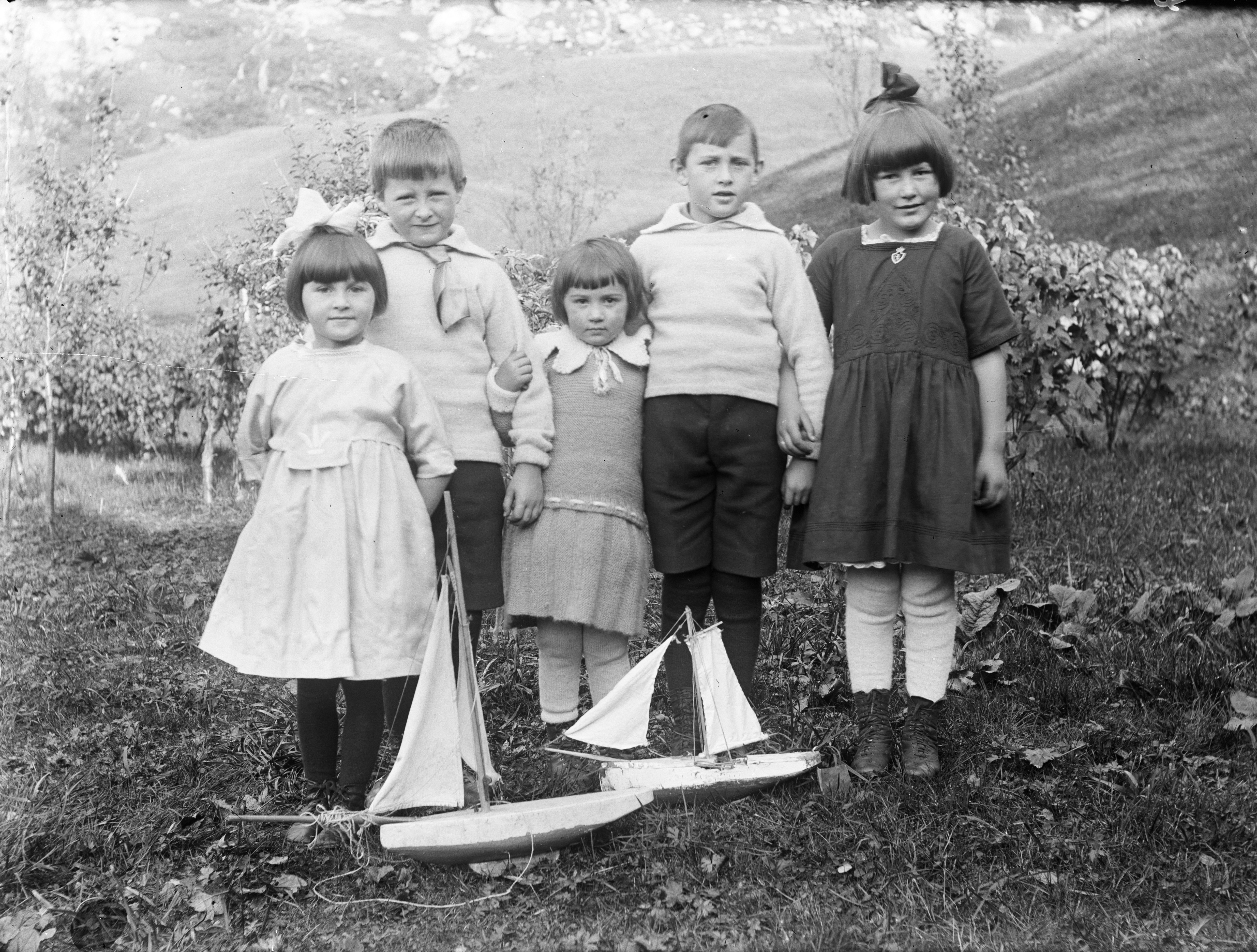
Skupinový portrét 5 bratranců a sestřenic. Zleva Gerd Hiorth, Per Turner, Sylvia Turner, John Turner a Liv Hiorth, 1910
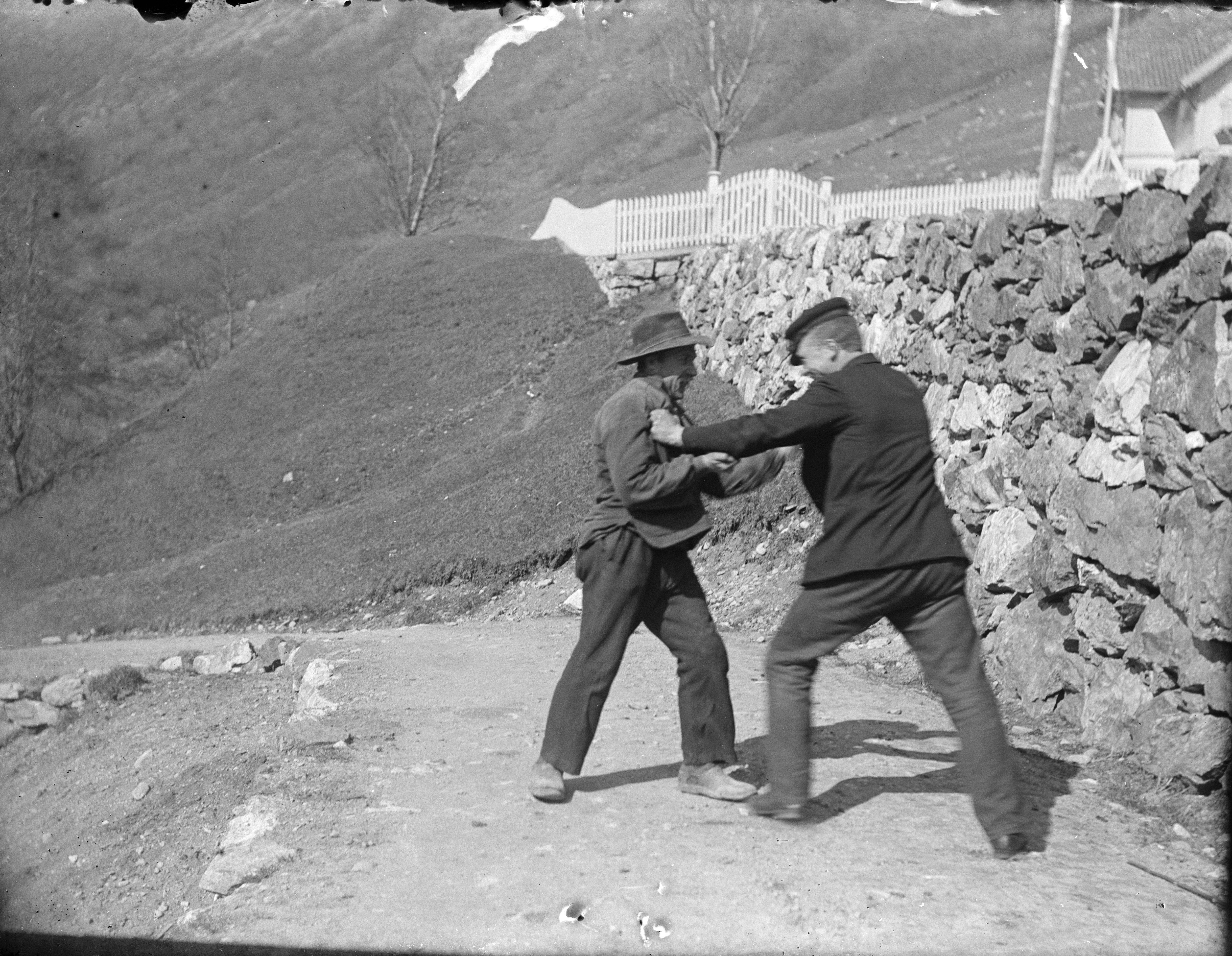
Dva muži se pošťuchují na ulici, 1910
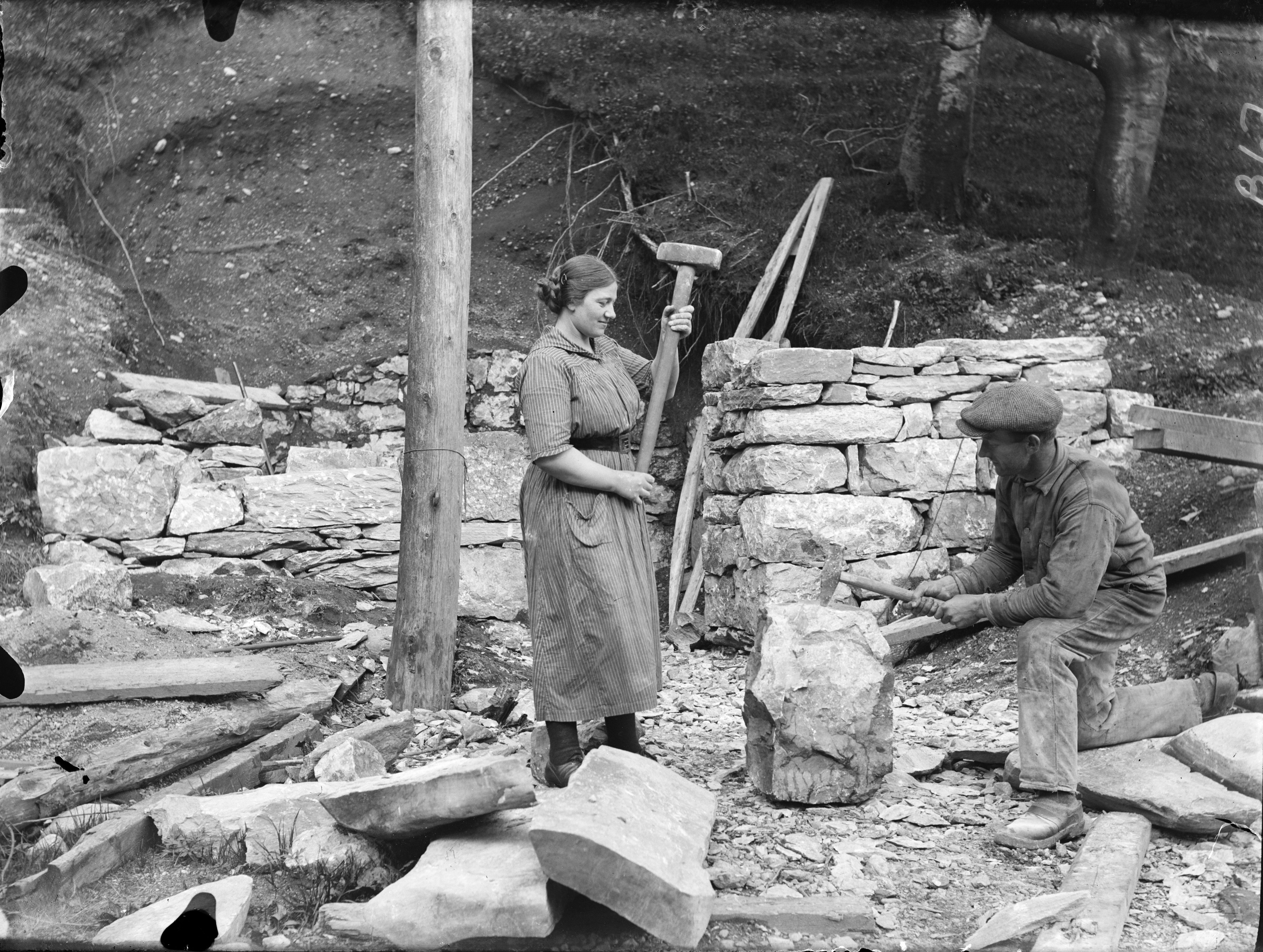
Žena a muž pracují na řezání kamenů pro základovou zeď v pozadí, 1910